# Tiliqua
Tiliqua Gray, 1825 è un genere di piccoli sauri della famiglia Scincidae.

## Tassonomia
Comprende le seguenti specie:
- Tiliqua adelaidensis (Peters, 1863)
- Tiliqua gigas (Schneider, 1801)
- Tiliqua multifasciata Sternfeld, 1919
- Tiliqua nigrolutea (Quoy & Gaimard, 1824)
- Tiliqua occipitalis (Peters, 1863)
- Tiliqua rugosa (Gray, 1825)
- Tiliqua scincoides (White, 1790)